# Kanton Val de Tardoire
Der Kanton Val de Tardoire ist ein französischer Kanton im Département Charente und in der Region Nouvelle-Aquitaine. Er umfasst 27 Gemeinden aus dem Arrondissement Angoulême. Bei der landesweiten Neuordnung der französischen Kantone wurde er 2015 neu geschaffen. Sein Name bezieht sich auf den Fluss Tardoire.

## Gemeinden
Der Kanton besteht aus 27 Gemeinden mit insgesamt 21.882 Einwohnern (Stand: 1. Januar 2022) auf einer Gesamtfläche von 468,28 km²:
| Gemeinde                      | Einwohner 1. Januar 2022 | Fläche km² | Dichte Einw./km² | Code INSEE | Postleitzahl |
| ----------------------------- | ------------------------ | ---------- | ---------------- | ---------- | ------------ |
| Agris                         | 875                      | 18,74      | 47               | 16003      | 16110        |
| Bunzac                        | 453                      | 13,32      | 34               | 16067      | 16110        |
| Charras                       | 346                      | 15,12      | 23               | 16084      | 16380        |
| Chazelles                     | 1.550                    | 25,80      | 60               | 16093      | 16380        |
| Coulgens                      | 557                      | 11,70      | 48               | 16107      | 16560        |
| Écuras                        | 542                      | 24,22      | 22               | 16124      | 16220        |
| Eymouthiers                   | 325                      | 8,68       | 37               | 16135      | 16220        |
| Feuillade                     | 284                      | 21,83      | 13               | 16137      | 16380        |
| Grassac                       | 303                      | 28,23      | 11               | 16158      | 16380        |
| La Rochefoucauld-en-Angoumois | 4.020                    | 24,15      | 166              | 16281      | 16110        |
| La Rochette                   | 525                      | 10,99      | 48               | 16282      | 16110        |
| Mainzac                       | 123                      | 11,29      | 11               | 16203      | 16380        |
| Marillac-le-Franc             | 823                      | 14,49      | 57               | 16209      | 16110        |
| Marthon                       | 547                      | 12,82      | 43               | 16211      | 16380        |
| Montbron                      | 1.995                    | 43,34      | 46               | 16223      | 16220        |
| Moulins-sur-Tardoire          | 804                      | 21,88      | 37               | 16406      | 16220, 16110 |
| Orgedeuil                     | 208                      | 10,39      | 20               | 16250      | 16220        |
| Pranzac                       | 885                      | 15,06      | 59               | 16269      | 16110        |
| Rivières                      | 2.023                    | 21,54      | 94               | 16280      | 16110        |
| Rouzède                       | 232                      | 14,33      | 16               | 16290      | 16220        |
| Saint-Adjutory                | 493                      | 14,04      | 35               | 16293      | 16310        |
| Saint-Germain-de-Montbron     | 488                      | 14,91      | 33               | 16323      | 16380        |
| Saint-Sornin                  | 832                      | 11,27      | 74               | 16353      | 16220        |
| Souffrignac                   | 149                      | 9,37       | 16               | 16372      | 16380        |
| Taponnat-Fleurignac           | 1.530                    | 21,49      | 71               | 16379      | 16110        |
| Vouthon                       | 408                      | 10,38      | 39               | 16421      | 16220        |
| Yvrac-et-Malleyrand           | 562                      | 18,90      | 30               | 16425      | 16110        |
| Kanton Val de Tardoire        | 21.882                   | 468,28     | 47               | 1619       | –            |

## Veränderungen im Gemeindebestand seit der landesweiten Neuordnung der Kantone
2019:
- Fusion La Rochefoucauld und Saint-Projet-Saint-Constant → La Rochefoucauld-en-Angoumois
- Fusion Rancogne und Vilhonneur → Moulins-sur-Tardoire

## Politik
| Vertreter im Departementrat | Vertreter im Departementrat        | Vertreter im Departementrat |
| Amtszeit                    | Namen                              | Partei                      |
| --------------------------- | ---------------------------------- | --------------------------- |
| 2015–                       | Michel Boutant Maryse Lavie-cambot | UG                          |